# St. Pius X. (Saarwellingen)

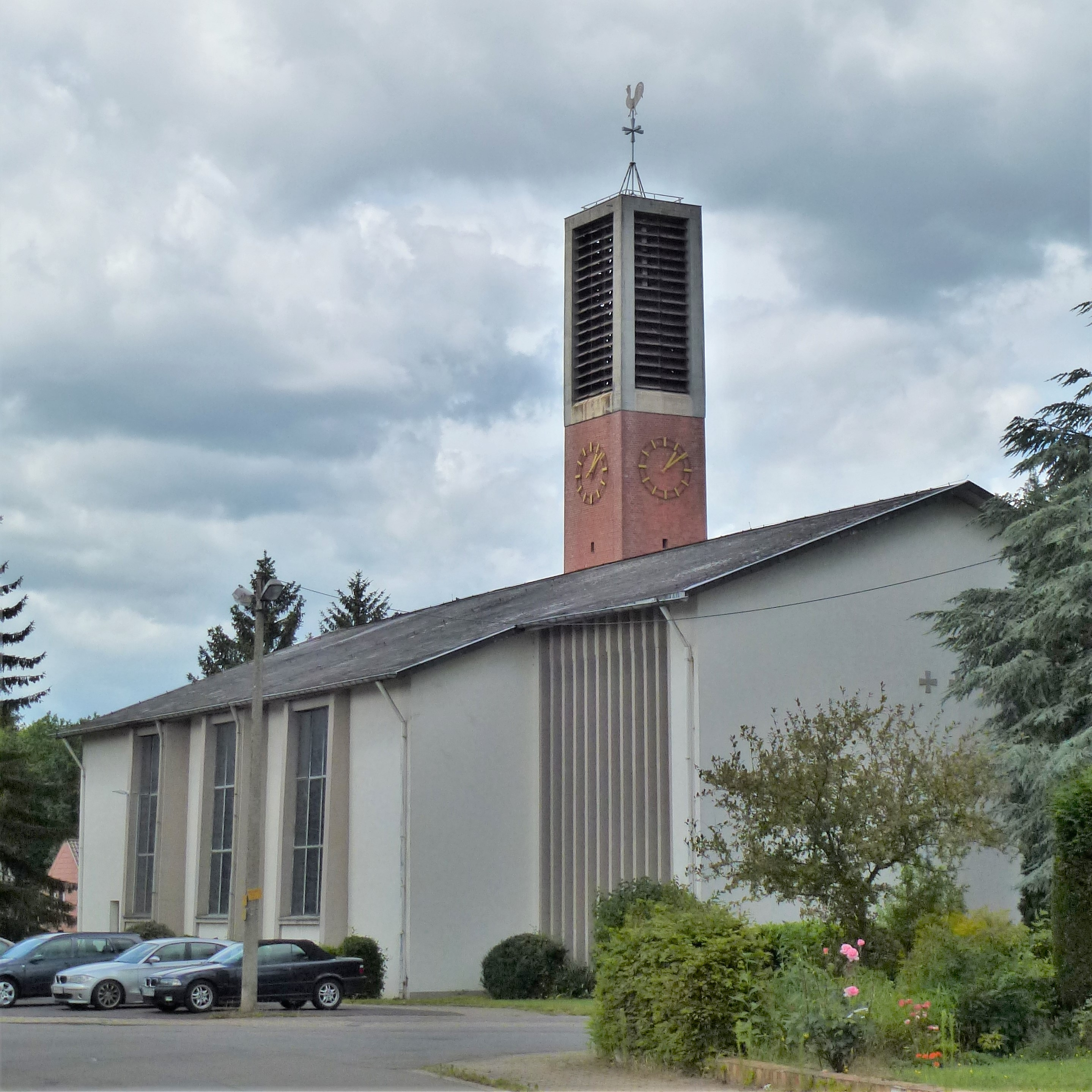
Piuskirche, Rückfront

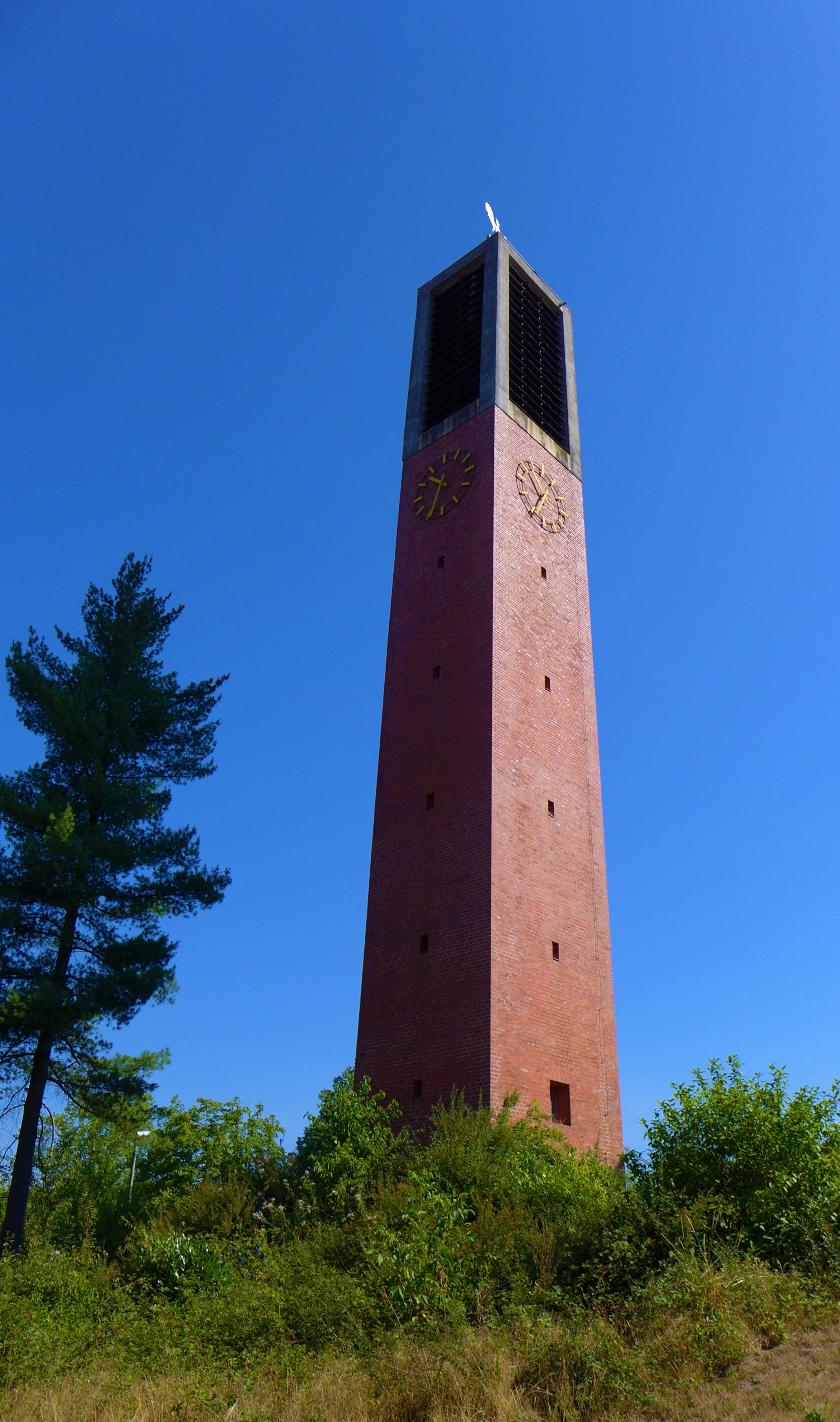
Saarwellingen, Campanile-Glockenturm St. Pius X.

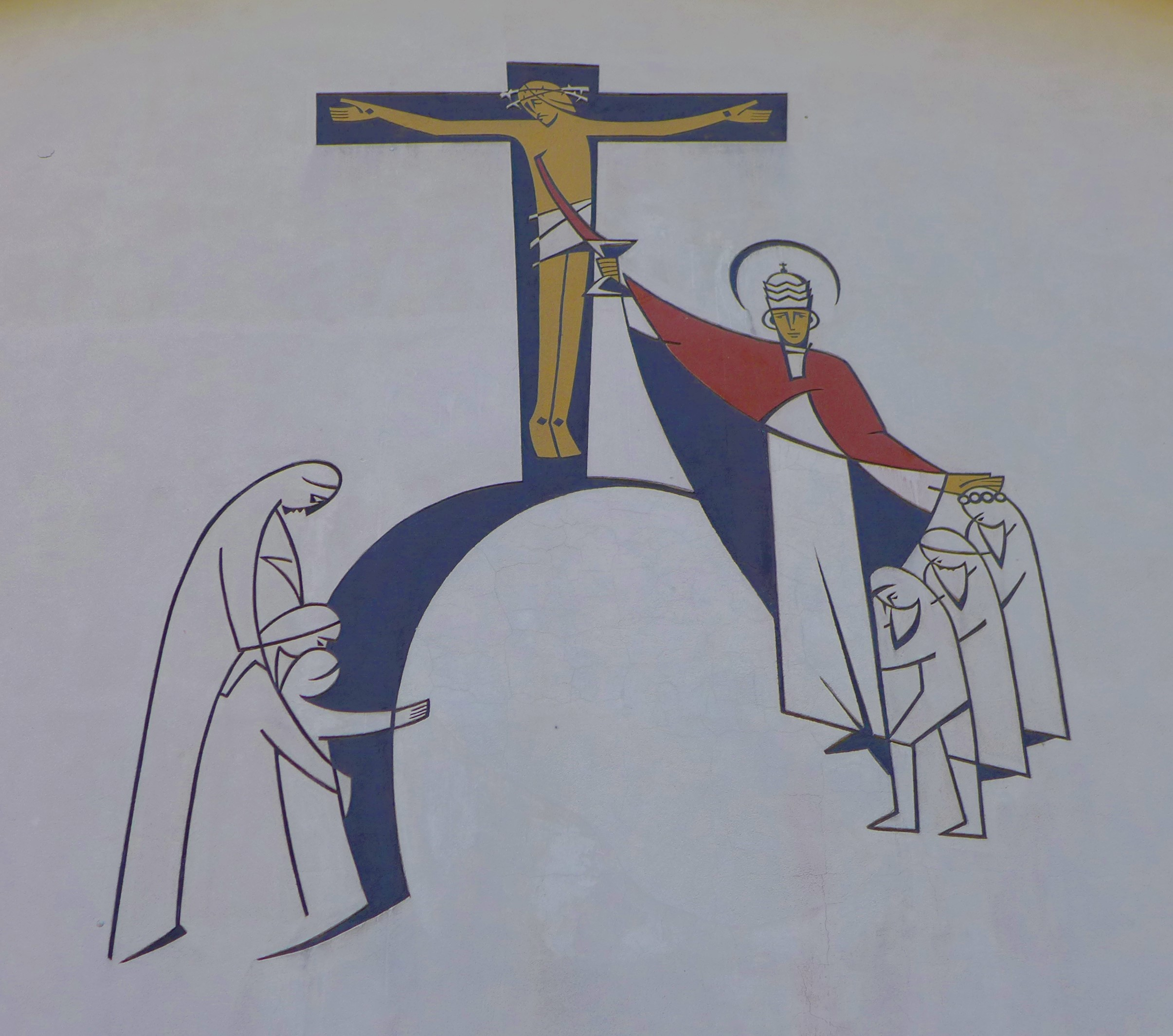
Saarwellingen, St. Pius X., Portalbild „Papst Pius X. als Begründer der Kinderkommunion“ von Arnold Mrziglod (1921–1984)

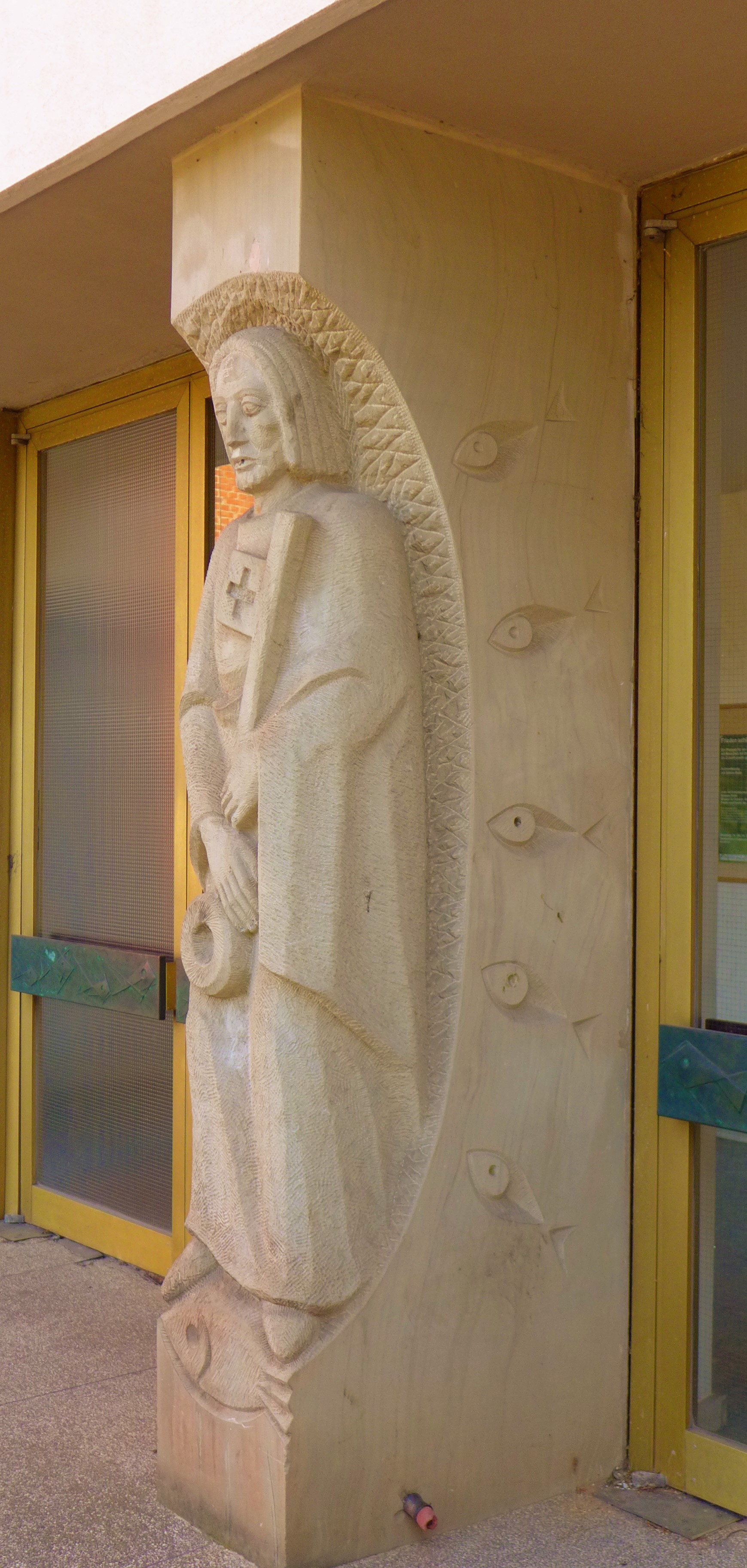
Saarwellingen, St. Pius X., Portalbereich mit Statue „Petrus als Fels der Kirche und Menschenfischer“

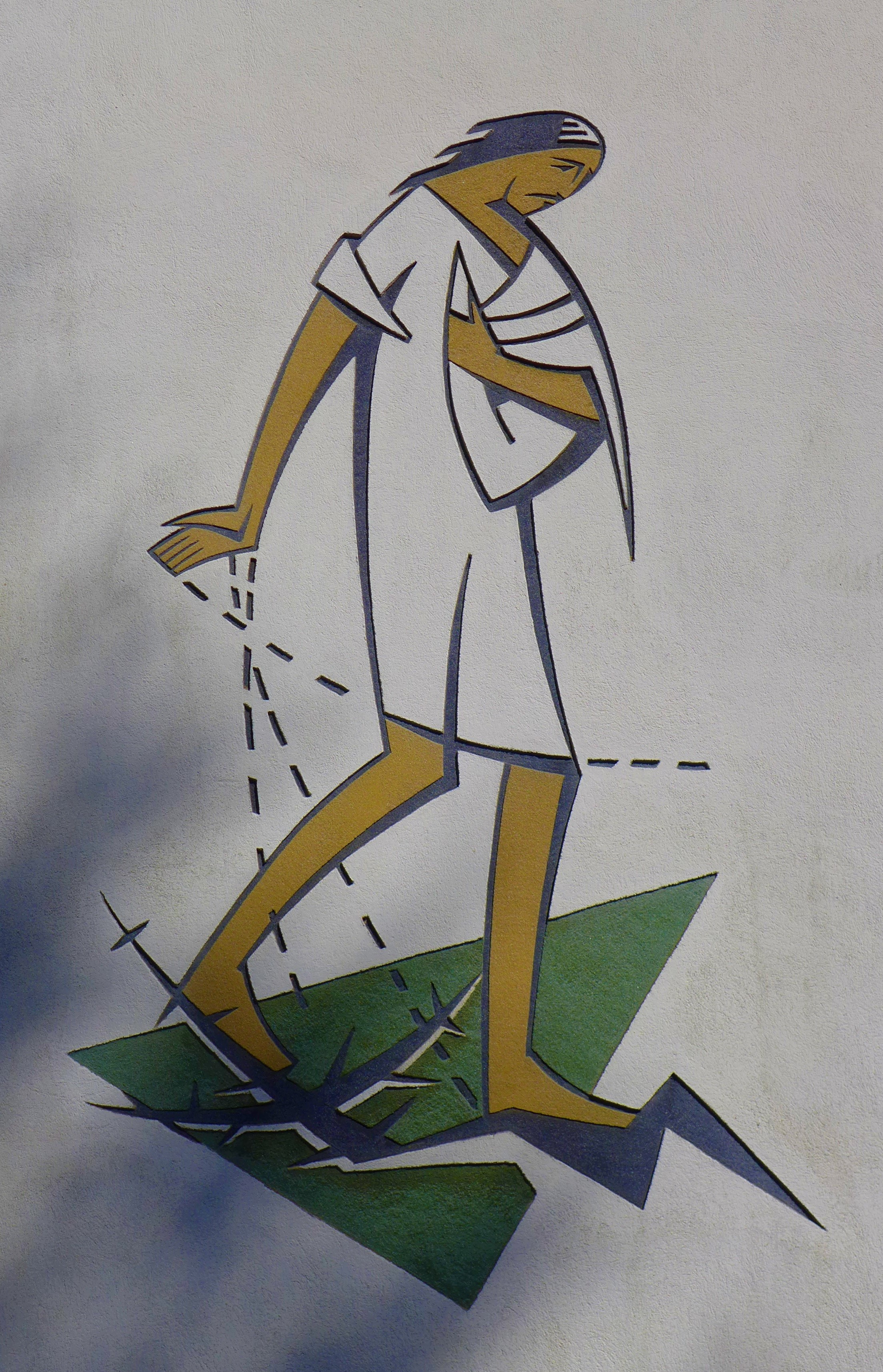
Saarwellingen, Pfarrhaus St. Pius X., Fassadenbild, Sgraffito „Das Gleichnis vom Sämann“ von Arnold Mrziglod (1921–1984)

St. Pius ist der Name einer ehemaligen Pfarrkirche und Pfarrei sowie Kirchengemeinde in Saarwellingen. Die Kirche war dem Bistum Trier zugeordnet. Patron der Kirche und der Pfarrei war der heilige Papst Pius X. Der Gedenktag des Kirchenpatrons ist der 21. August. Am 13. Oktober 2019 wurde die Kirche nach einem letzten Pontifikalamt mit Weihbischof Robert Brahm durch Verlesen des entsprechenden bischöflichen Dekrets profaniert.

## Geschichte
Pfarreigründung
Nachdem in der Nachkriegszeit nördlich von Saarwellingen ein neues Wohnviertel entstanden war, gründeten dessen Bewohner im Jahre 1957 einen Kirchenbauverein. Das Bistum Trier errichtete daraufhin zum 1. Mai 1959 die Pfarrvikarie St. Pius X.

### Patrozinium
Der Kirchenpatron war wenige Jahre zuvor im Jahr 1954 von Papst Pius XII. heiliggesprochen worden. Das Patrozinium Pius X. wurde darüber hinaus gewählt, da der Papst insbesondere die Bedeutung der Eucharistie besonders herausgestellt hatte, für deren Feier er als Prinzip die Participatio actuosa („lebendige Teilnahme“) des Volkes formulierte. Dieses Prinzip wurde später vom Zweiten Vatikanischen Konzil aufgegriffen. Kennzeichnend für das Pontifikat Pius’ X. waren unter anderem seine Empfehlung des täglichen Kommunionsempfangs sowie die Herabsetzung des Mindestalters der Kinder für die Zulassung zur Erstkommunion auf sieben Jahre in dem Dekret Quam singulari vom 8. August 1910. Dieser Aspekt war in dem großen Sgraffito über dem Kirchenportal durch den schlesischen Künstler Arnold Mrziglod dargestellt worden. Papst Pius X. führt darin Erstkommunionkinder zum gekreuzigten Heiland, dessen Blut sich in einen Kelch in den Händen des Pontifex ergießt. Als Mittelstütze der gesamten Portalfassade diente eine Petrusskulptur mit den Schlüsseln des Himmels, die – als Anspielung auf Mt 16,19  – aus einem Felsblock herauszuwachsen scheint. Zahlreiche Fischreliefs dienten sowohl als Hinweis auf den ursprünglichen Beruf Petri als Fischer als auch auf das Menschenfischerwort Jesu (Lk 5,1–11 ). Optisch sollte so dem in die Kirche Eintretenden die Kontinuitätslinie des Papsttums von der Zeit Jesu bis hin zur Gegenwart aufgezeigt werden.

### Kirchbau
Am 28. Juni 1959 wurde durch den Saarlouiser Dechanten Heinrich Unkel der Grundstein zum Neubau der Pfarrkirche am Neuen Kirchplatz gelegt, deren Benediktion bereits am Passionssonntag des folgenden Jahres erfolgen konnte. Die Planung oblag dem Saarwellinger Architekten Toni Laub. Die Kirche wurde auf einer Anhöhe zur Bahnhofstraße hin positioniert. Eine große Freitreppe führt von der Straße zum Hauptportal. Die Anhöhe hatte man mit Nadelgehölzen bepflanzt, um den ehemaligen Waldcharakter der neuen Siedlung in Erinnerung zu rufen. Die Kubatur der Kirche mit ihrer flachen Dachneigung erweckte im Zusammenhang mit der umgebenden Bepflanzung den Eindruck eines modern interpretierten alpin anmutenden Gehöftes. Die Baukosten der Kirche mit Campanile betrugen 90 Millionen Franken. Der Glockenturm war als Campanile links vor dem Hauptportal positioniert. Er war bis unterhalb der Glockenstube ziegelverblendet und erhob sich auf quadratischem Grundriss. Die Glockenstube beherbergte drei Glocken, die im Jahr 1960 von der Fraulauterner Glockengießerei Otto gefertigt worden waren.
Die Kirche war eine stützenlose Saalkirche mit eingezogenem und flachschließendem Chorbereich. Der Chorbereich war nach Nordost ausgerichtet. Der Laienraum war an beiden Längsseiten durch je drei Fensterachsen, der Chorbereich durch ein großes Fenster auf der rechten Längsseite belichtet. Das Satteldach mit geringer Neigung zeichnete sich auch im Inneren als holzvertäfelte Decke ab. Über dem Windfangbereich des Einganges befand sich eine große Orgel- und Sängerempore. Der Apsisbereich war mit einem Kreuz, der linke Seitenaltar mit einer Madonnenplastik mit Kind in einer Goldmosaik-Mandorla geschmückt. Zu Ehren des Kirchenpatrons Pius X. war eine geschnitzte und ungefasste Holzskulptur aufgestellt.
Die großformatige Kirchenfensterverglasung, die unmittelbar mit der Raumdecke abschlossen, entwarf der Münchener Künstler Rudolf Schilling. Ausgeführt wurden die Entwürfe von der Trierer Glasfirma Binsfeld. Motive der hochrechteckigen Fenster waren der heilige Blasius von Sebaste, die sieben Gaben des Heiligen Geistes und die sieben Sakramente, Maria als apokalyptische Frau mit der Darstellung der Vertreibung Adams und Evas aus dem Paradies und eines Bombenabwurfes, die Auferstehung Christi mit der Darstellung seiner Leidenswerkzeuge, die Muttergottes mit dem Jesuskind und den beiden Propheten Johannes und Jesaja als Hinweisgeber auf das Geheimnis der Menschwerdung. Das Apsisfenster mit Stabmaßwerk thematisierte den Brennenden Dornbusch.

### Pfarrei
Die Erhebung zur Pfarrei erfolgte zum 1. Juli 1959 durch den Trier Bischof Matthias Wehr. Da die Kirchweihe in den Anfangsjahren nicht vollzogen worden war, wurde sie am 3. September 1990 nachgeholt.
Erster und maßgeblicher Seelsorger der Pfarrei war der aus Saarbrücken-St-Johann stammende Spiritaner-Pater Alois Engel (1902–1986). Engel wirkte nach seiner Promotion als Dozent für Kirchengeschichte, Missionswissenschaft und Ethnologie am Spiritianer-Kloster Knechtsteden. Nachdem er mit den Machthabern des Nationalsozialismus in Konflikt geraten war, konnte er sich im Jahr 1935 einer Festnahme durch die Gestapo durch eine Flucht nach Brasilien entziehen, wo er bis 1959 blieb. Am 1. März 1959 wurde Engel in die Pfarrei St. Pius. X. eingeführt und leitete diese bis zu seiner Pensionierung am 29. Februar 1984. Anlässlich seines Goldenen Priesterjubiläums im Jahre 1978 wurden ihm von der Gemeinde Saarwellingen die Ehrenbürgerrechte verliehen. Im Jahr 1984 kam Pater Engel nach Speyer ins Missionshaus St. Guido. Er verstarb im Jahr 1986 in Speyer und wurde dort beigesetzt.

### Innenraumsanierung
Im Jahre 1992 wurde eine grundlegende Restaurierung des Innenraumes unter Leitung des Dillinger Architekten Franz-Josef Weinard durchgeführt. In der Umbauzeit wurden die Gottesdienste der damaligen Pfarrgemeinde St. Pius in der Mutterkirche St. Blasius gefeiert. Eine weitere Umgestaltung erfuhr der Innenraum 2002, als ein kleiner Zelebrationsaltar auf einer improvisierten Tribüne im mittleren Kirchenschiff aufgestellt wurde. Der Hauptaltar im Chorraum beherbergt seither den Tabernakel, der zuvor einen zentralen Platz vor der Rückwand hatte.

### Umstrukturierung
Im Zuge der Umstrukturierungsmaßnahmen des Bistums Trier wurden Pfarrei und Kirchengemeinde St. Pius zum 1. September 2007 aufgelöst und gingen gemeinsam mit der Mutterpfarrei St. Blasius in der neuen Pfarrei und Kirchengemeinde St. Blasius und Martinus auf. Das Gebiet um den Bereich Bahnhof Nalbach/Saarwellingen, das ursprünglich zu der Pfarrei St. Blasius gehört hatte und im Jahre 1922 in die Nalbacher Pfarrei St. Peter und Paul umgepfarrt worden war, wurde im Jahr 1960 in die Pfarrei St. Pius eingegliedert. Dieser Teil der Pfarrei kam mit der kommunalen Gebietsreform des Saarlandes im Jahr 1974 zur Zivilgemeinde Nalbach, so dass St. Pius seither Pfarrangehörige aus zwei Gemeinden, Saarwellingen und Nalbach, hatte. Im Zuge der ‚Neugestaltung pastoraler Räume‘ im Rahmen der Strukturreform 2020 des Bistums Trier wechselte der Bereich Bahnhof Nalbach/Saarwellingen im Juli 2007 erneut in die Pfarrgemeinde St. Peter und Paul Nalbach.

### Profanierung und Abriss
Nach dem Defekt der Heizungsanlage konnte die Saarwellinger St.-Pius-Kirche fast ausschließlich zur Sommerzeit genutzt werden, sodass das Gotteshaus vorläufig als solches bestehen blieb. Am 2. Juni 2019 ließ das Bistum Trier im Rahmen einer Pfarrversammlung in der Kirche mitteilen, dass die Profanierung von St. Pius X. erfolgen solle. Zwei katholische Kirchen in Saarwellingen seien vor dem Hintergrund rückläufiger Kirchenbesuchszahlen finanziell nicht mehr zu tragen. Die Profanierung wurde dann durch Weihbischof Robert Brahm im Auftrag von Bischof Stephan Ackermann am 13. Oktober 2019 durchgeführt.
Das Areal mit Pfarrhaus und Kirchengebäude in einer Größe von 7800 Quadratmetern wurde an die Bundesvereinigung Lebenshilfe im Landkreis Saarlouis verkauft. Die Lebenshilfe will im Pfarrhaus einen integrativen Kindergarten mit vier Gruppen für 32 Kinder zwischen acht Monaten und drei Jahren einrichten. Zu diesem Zweck werde es im Inneren vollständig entkernt und dann neu eingeteilt. Die Baukosten sollen 2,4 Millionen Euro betragen. Einen Teil des Geländes will die Gemeinde Saarwellingen selbst für den bestehenden Kindergarten St. Pius kaufen.
Die Lebenshilfe plante, die Kirche mit dem großen Campanile (Glocken: g′, a′, c′′) vollständig abreißen zu lassen, da sie keine Verwendung für das Sakralgebäude habe. An ihrer Stelle werde man einen neuen Kindergarten errichten. Als Kaufpreis waren wenige „hunderttausend Euro“ im Gespräch. Die Sakralobjekte in der Kirche wurden zu Teilen in die Saarwellinger Pfarrkirche St. Blasius überführt. Die großen Glasfenster sollten nur teilweise erhalten bleiben. Nichtliturgische Objekte wurden an Kaufinteressierte veräußert. Das Sakralgebäude wurde seit April 2020 abgerissen. Der Turm konnte infolge der Auswirkungen der COVID-19-Pandemie erst am 14. Mai 2020 um 16:30 Uhr gesprengt werden. Dazu hatte man 52 Löcher in den unteren östlichen Bereich des 90 cm dicken Mauerwerkes des Turmes gebohrt, die anschließend mit Sprengstoff gefüllt wurden. Dicke Gummimatten vor den Sprenglöchern sollten verhindern, dass sich Backsteinsplitter über eine größere Distanz ausbreiten konnten. Der Turm fiel auf einen Schutthaufen, der aus den Trümmern des abgerissenen Pfarrhauses und des größten Teiles des Kirchengebäudes zusammengeschoben worden war. Die südliche Kirchenfassade hatte man mit einer Notverglasung zum Schutz der angrenzenden Wohnbebauung bis zur Sprengung stehen lassen.

Stand der Abrissarbeiten Ende Mai 2020
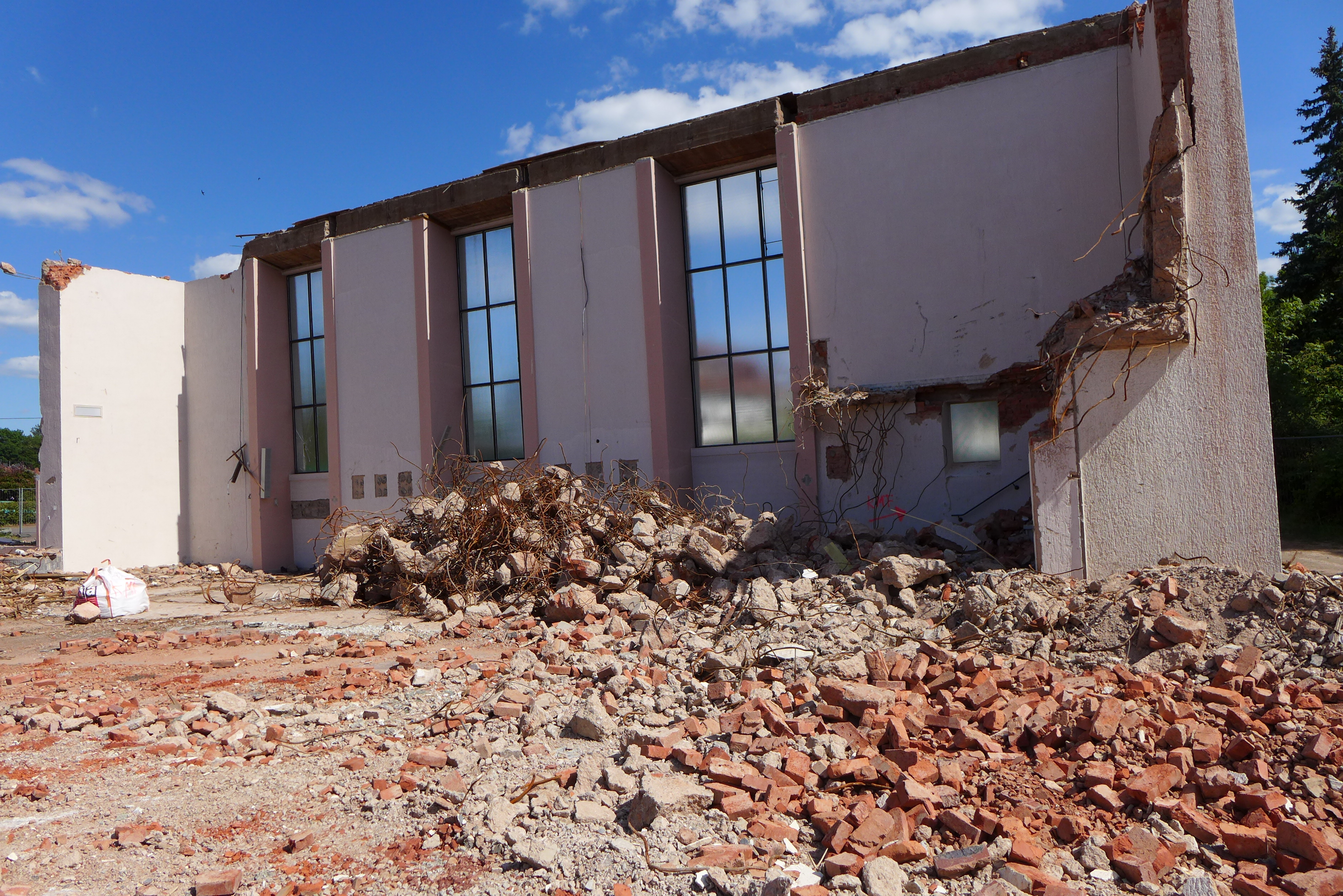
Rechte Langhauswand/Südliche Kirchenwand
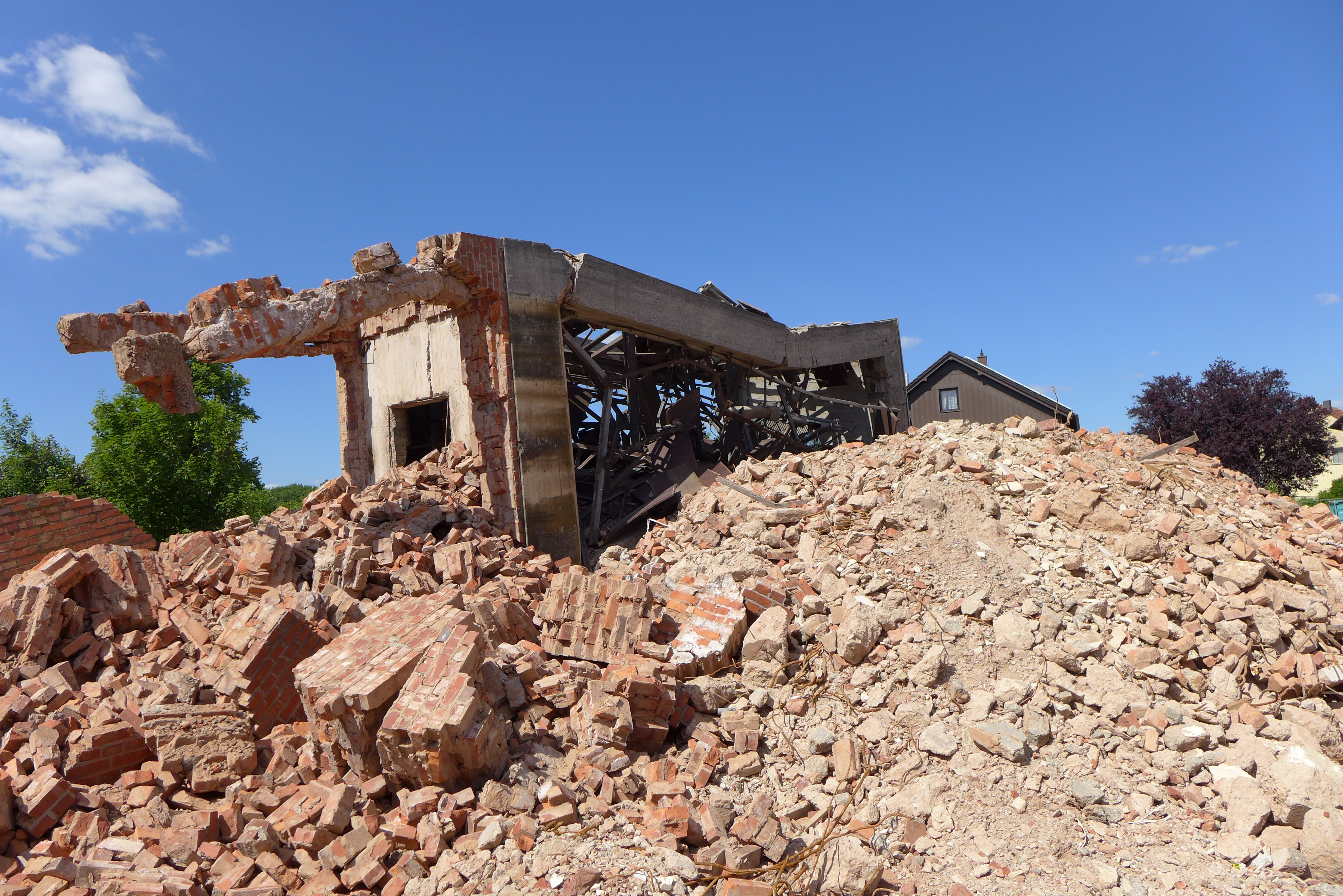
Glockenstuhl
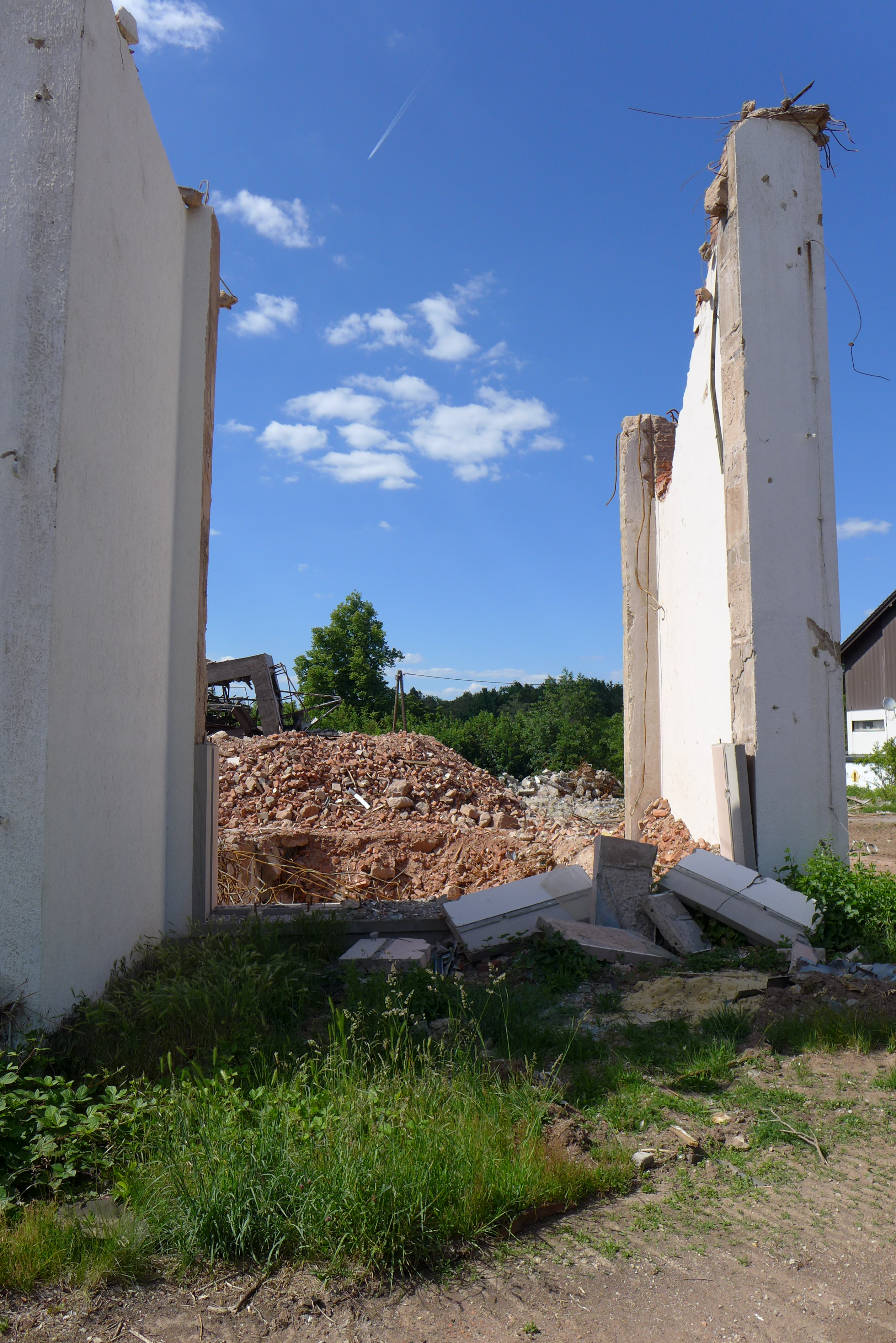
Ehemaliges Chorfenster
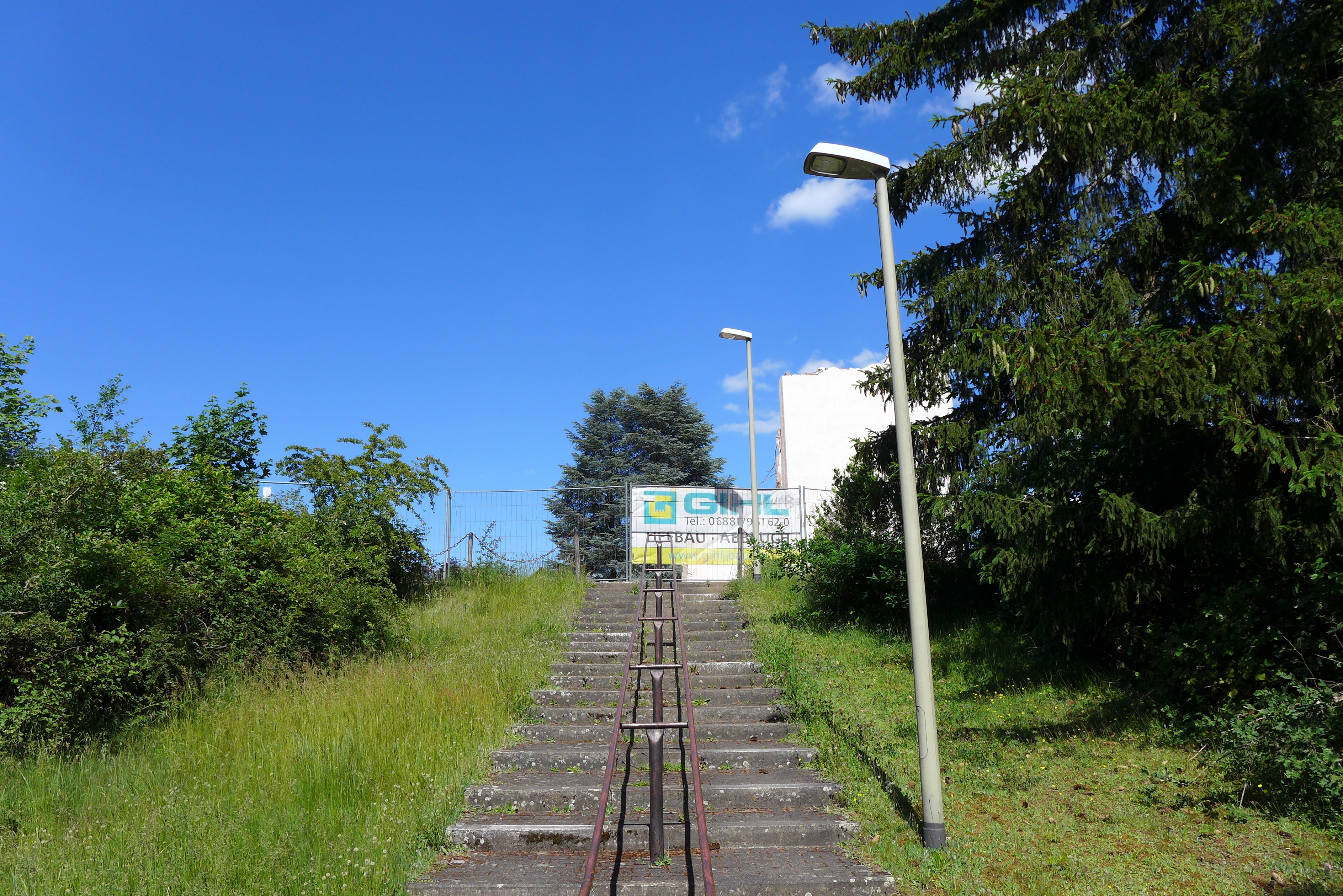
Weg zum ursprünglichen Kirchenportal
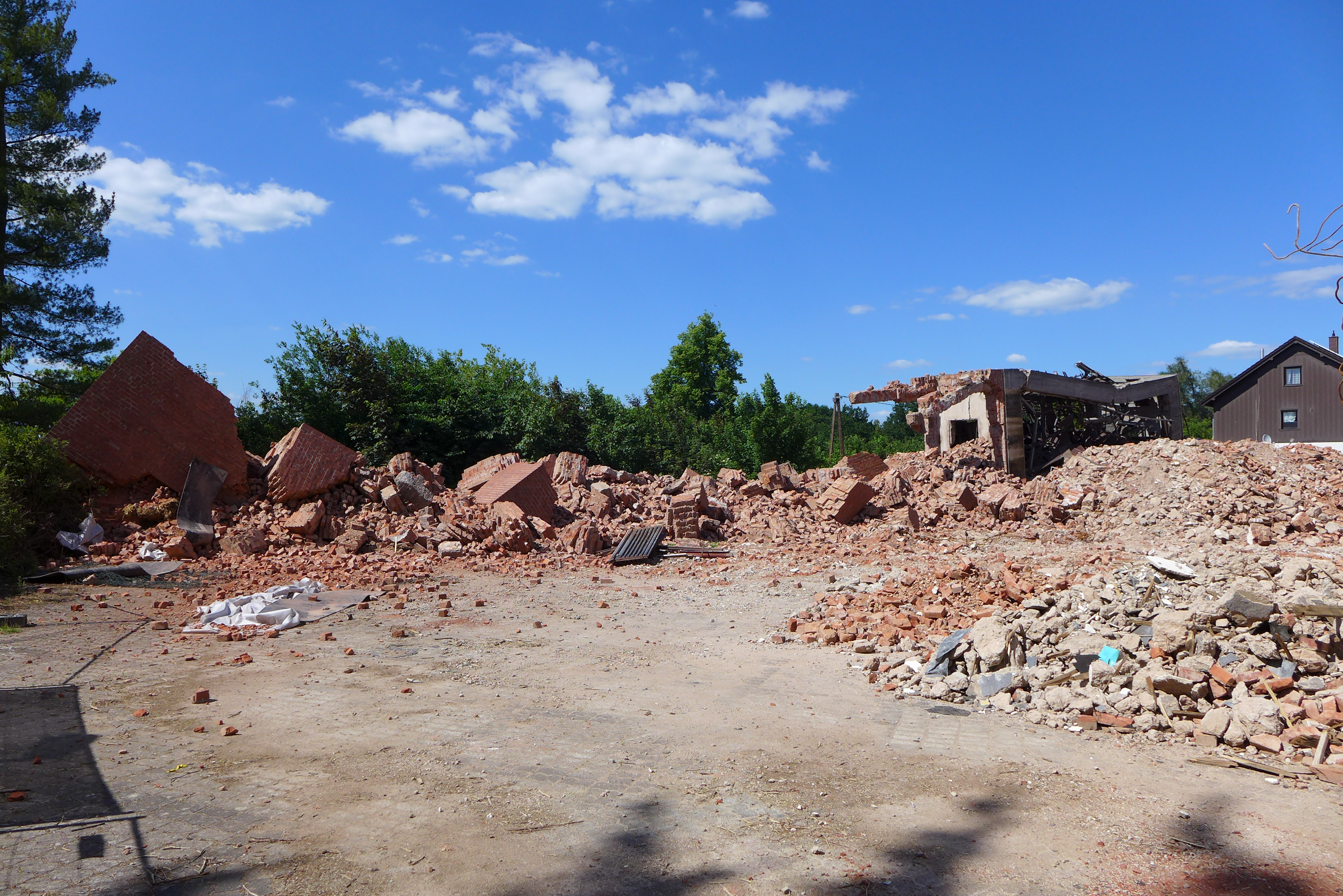
Reste des Campanile
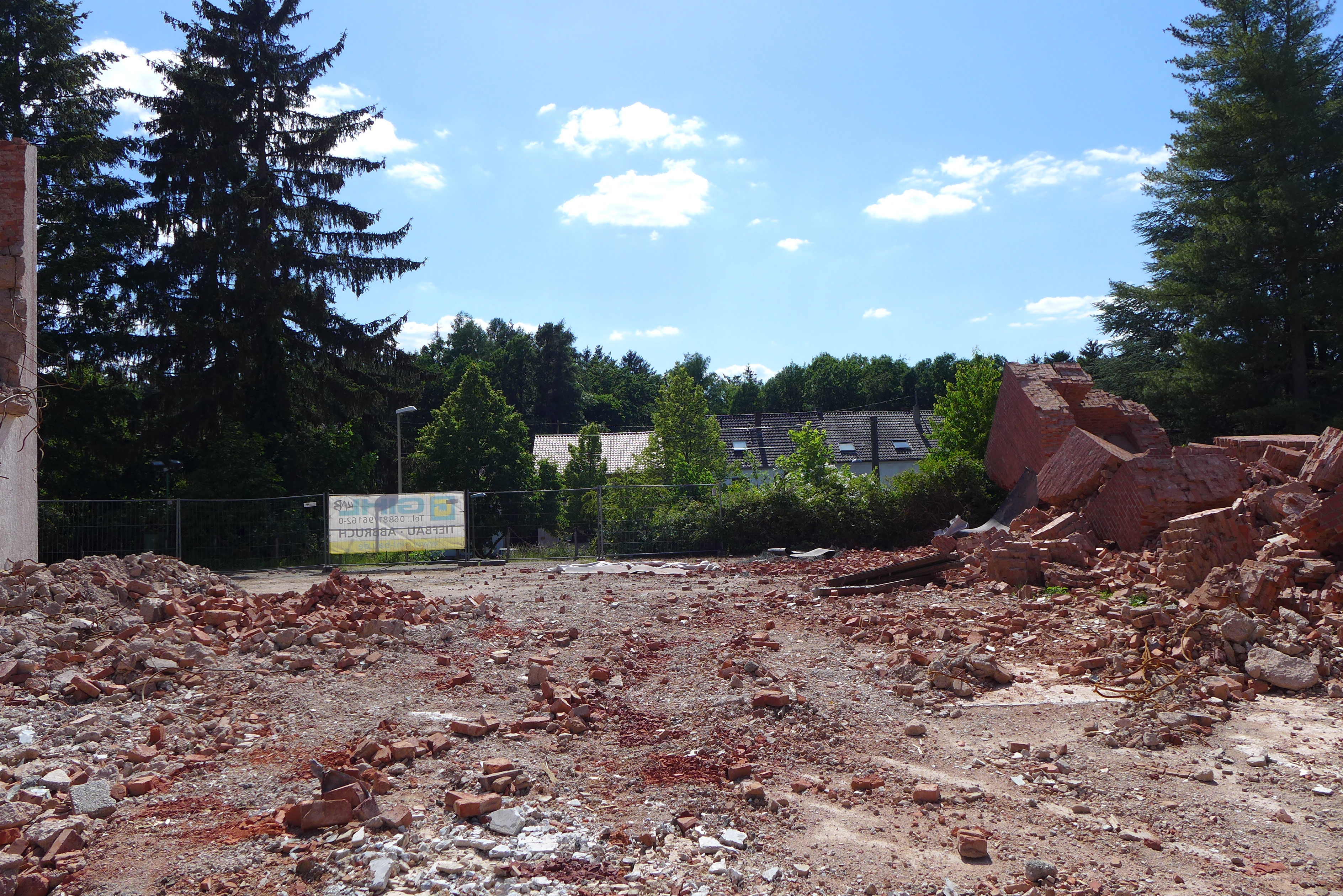
Blick vom ehemaligen Kirchenschiff zum ehemaligen Eingangsportal und der ehemaligen Empore
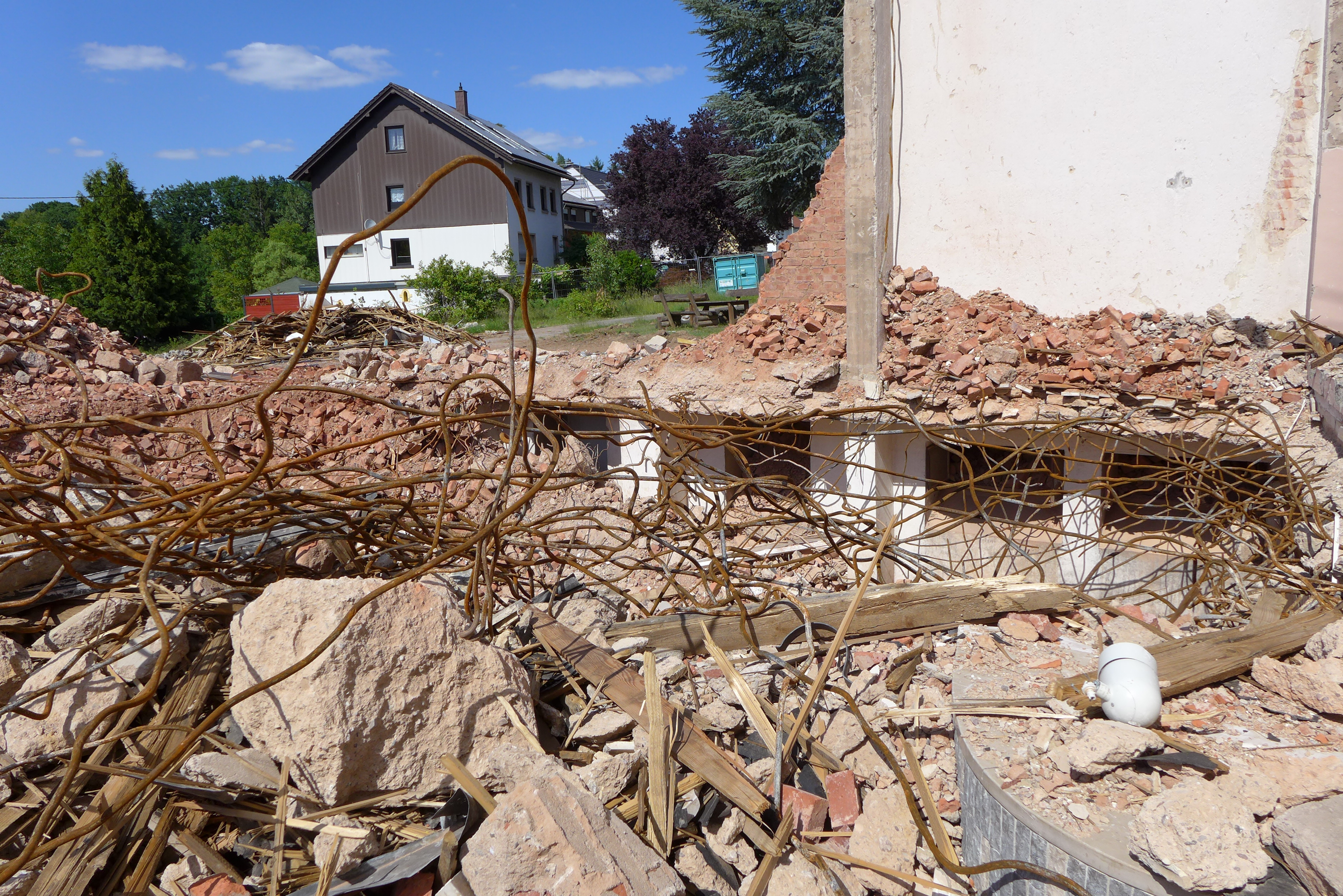
Ehemaliger Chorbereich mit Unterkellerung

## Seelsorger

### Pfarrer der früheren Pfarrei
- P. Dr. Alois Engel CSSp (1959–1984)
- Josef Bilsdorfer (1984–1992)
- Klaus Paulus (1992–1997)
- Karl-Heinz Gorges (1997–2007)

### Vikare der früheren Pfarrei
- Manfred Tüx (1985–1988), mit Wohnsitz im Pfarrhaus von St. Pius
- Bernd Seel (1988–1991), mit Wohnsitz im Pfarrhaus von St. Pius
- Ralf Braun (1991–1994)
- Stephan Gerber (1994–1997)
- Klemens Mohr (1997–2000)
- Rainer-Matthias Müller (2000–2003)

## Orgel
Die Orgel der Kirche wurde 1990 als gebrauchtes Instrument von der Kirchengemeinde angekauft. Gebaut wurde es um 1968 vom saarländischen Orgelbauer Hugo Mayer, wie die meisten Orgeln im Umkreis. Das mit sechs Registern relativ kleine Instrument verfügt über eine mechanische Spiel- und Registertraktur, zwei Manuale sowie Pedal. Als Windladen verwendete man Schleifladen.
| I Manual  |    |
| Rohrflöte | 8′ |
| Principal | 2′ |

| II Manual  |       |
| Gedeckt    | 8′    |
| Blockflöte | 4′    |
| Quinte     | 1 ⁄3′ |

| Pedal C–d1 |     |
| Subbass    | 16′ |

- Koppeln: II/I, I/P, II/P

## Quelle
- Informationen zur ehemaligen Pfarrei auf den Seiten der Pfarreiengemeinschaft Saarwellingen
- Urkunde über die Umpfarrung von Teilen der Pfarrei und Kirchengemeinde Saarwellingen St. Pius vom 3. Juli 2007